# Marek Siwiec
Marek Maciej Siwiec (n. 13 martie 1955, Piekary Śląskie, Voievodatul Silezia, Polonia) este un om politic polonez, membru al Parlamentului European în perioada 2004-2009 din partea Poloniei.